# 5855 Yukitsuna
5855 Yukitsuna este un asteroid din centura principală de asteroizi.

## Descriere
5855 Yukitsuna este un asteroid din centura principală de asteroizi. A fost descoperit pe 26 octombrie 1992 la Yakiimo de Akira Natori și Takeshi Urata. Asteroidul prezintă o orbită caracterizată de o semiaxă mare de 2,55 ua, o excentricitate de 0,15 și o înclinație de 15,5° în raport cu ecliptica.